# Marie de Hanovre (1849-1904)
La princesse Marie de Hanovre (allemand : Marie Ernestine Josephine Adolphine Henrietta Theresa Elizabeth Alexandrina Prinzessin von Hannover und Cumberland), née le 2 décembre 1849 à Hannovre et morte le 4 juin 1904 à Gmuden, est la fille cadette du roi Georges V de Hanovre et de la princesse Marie de Saxe-Altenbourg.

## Biographie

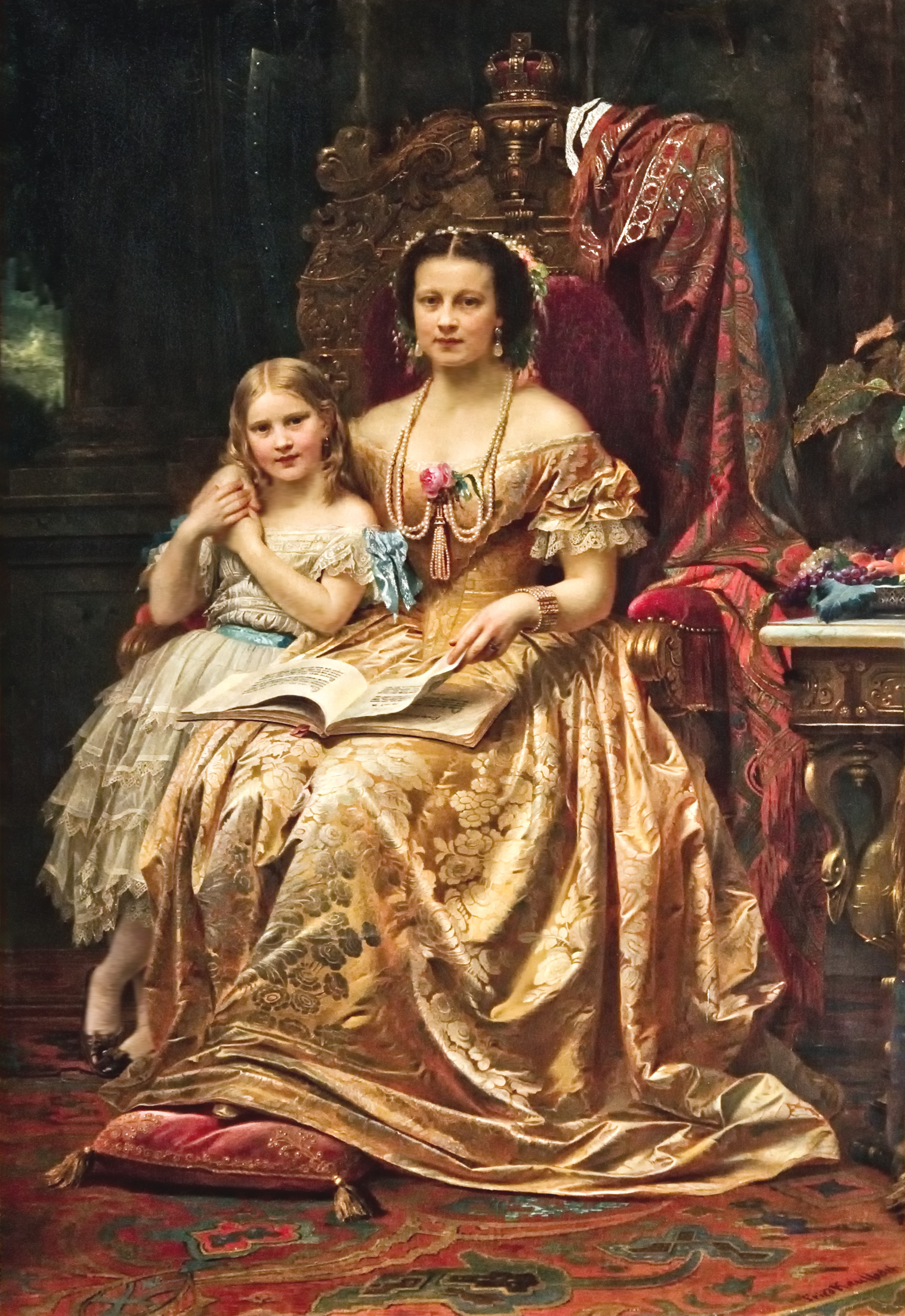
Marie de Hanovre et sa mère en 1866 par Wilhelm von Kaulbach.

Marie naît à Hanovre le 2 décembre 1849. Elle a le titre de princesse avec le prédicat d'Altesse Royale au royaume de Hanovre, et au Royaume-Uni, elle a le titre de princesse avec le prédicat d'Altesse tant qu'arrière-petite-fille en lignée masculine du roi George III.
En 1866, son père est déposé. Marie et sa mère restent à Hanovre pendant plus d'un an, résidant au château de Marienbourg, jusqu'à ce qu'elles partent en exil en Autriche en juillet 1867. Finalement, la famille s'installe à Gmunden.

### Perspectives de mariage
Marie se rend en Angleterre avec sa famille en mai 1876, et de nouveau, après la mort de son père, en juin 1878. Sa sœur Frédérique y déménage et s'y marie, mais Marie retourne à Gmunden où elle vit avec sa mère au Schloss Cumberland. Un journal américain suggère que Marie a refusé à deux reprises une demande en mariage du troisième fils de la reine Victoria, le duc de Connaught.

### Mort

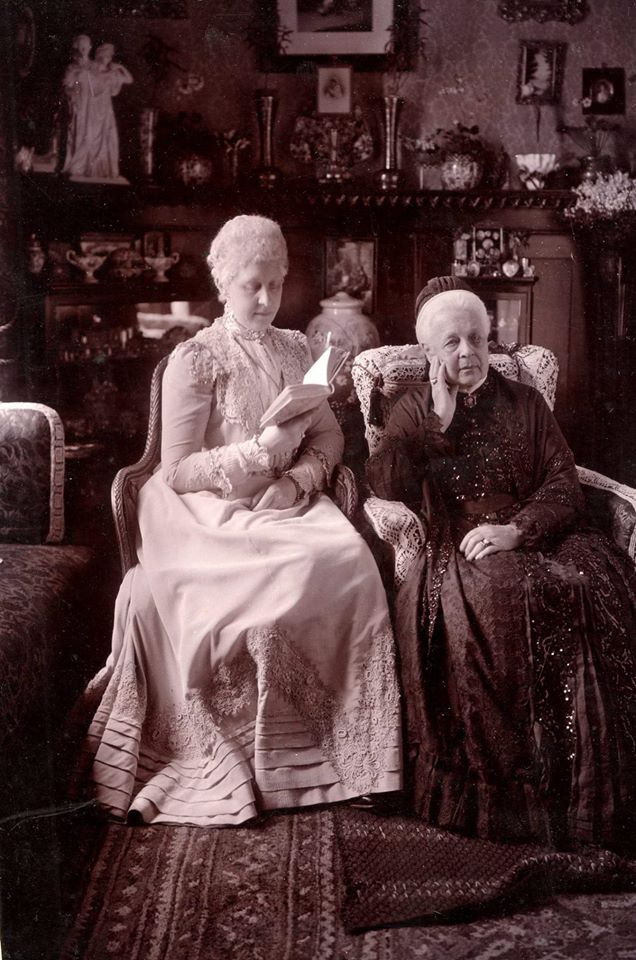
Marie de Hanovre et sa mère en 1904.

Marie meurt à Gmunden le 4 juin 1904 à l'âge de 54 ans. Ses funérailles ont lieu le lendemain puisque deux jours plus tard, sa nièce, la princesse Alexandra de Hanovre, doit épouser le grand-duc Frédéric-François IV de Mecklembourg-Schwerin . Marie est inhumée dans le mausolée familial du Schloss Cumberland aux côtés de sa mère qui lui survit trois ans.